# NGC 1756
NGC 1756 ist ein offener Sternhaufen der Großen Magellanschen Wolke im Sternbild Dorado. Das Objekt wurde am 11. November 1836 von John Herschel entdeckt und später im New General Catalogue verzeichnet.